# Operace Dřevěná noha
Operace Dřevěná noha (hebrejsky: מבצע רגל עץ, Mivca Regel Ec, anglicky: Operation Wooden Leg) bylo kódové označení operace Izraelského vojenského letectva, která se odehrála 1. října 1985. Jejím cílem bylo sídlo Organizace pro osvobození Palestiny (OOP) v Hamam al-Šatu v Tunisku.

## Pozadí
Dne 25. září 1985 byli na své jachtě při pobřeží Kypru zabiti tři izraelští civilisté a k útoku se přihlásila elitní jednotka OOP, známá jako Síla 17. Izraelská vláda a izraelské letectvo požadovalo okamžitou odvetu a jako cíl zvolilo velitelství OOP v Tunisku.
OOP mělo sídlo v Tunisku od roku 1982, kdy bylo Izraelskými obrannými silami (IOS) vytlačeno z Libanonu. IOS zahájily v reakci na soustavné raketová ostřelování severního Izraele v roce 1982 operaci Mír pro Galileu, která vešla ve známost jako první libanonská válka.

## Operace
Útok byl proveden osmi stíhacími letouny F-15 Eagle. V sedm hodin ráno odstartovaly letouny F-15 směrem k Tunisku. Jejich cíl byl vzdálený 2060 kilometrů a jednalo se o nejvzdálenější operaci IOS od operace Entebbe v Ugandě v roce 1976. Nad Středozemním mořem zároveň kroužil velitelský Boeing 707, který celou operaci řídil.
Izraelské letouny svrhly přesně naváděné bomby na přímořské velitelství OOP. Poblíž Malty byly na válečné lodi připraveny vrtulníky, pro případ, kdyby bylo nutné evakuovat sestřelené piloty. Nakonec však nebyly zapotřebí.
Velitelství OOP bylo zničeno, avšak předseda OOP Jásir Arafat se v té době nacházel jinde a vyvázl tak nezraněn. Podle Izraele bylo při operaci zabito na 60 členů OOP, včetně několika velitelů Síly 17. Při operaci došlo i k zabití několika tuniských civilistů. Celkem bylo podle Gilberta při útoku zabito 74 lidí.

## Po útoku
Útok vyvolal silné protesty především mezi západní Evropou a arabskými státy. Spojené státy operaci schválily, čímž došlo ke zhoršení americko-tuniských vztahů. Útok rovněž zkomplikoval egyptsko-izraelská jednání o kontrole nad hraničním městem Taba. Izraelský premiér Šimon Peres k útoku prohlásil, že „byl činem sebeobrany.“
Rezoluce 573 Rady bezpečnosti OSN (Spojené státy se při hlasování zdržely) odsoudila útok na tuniské území jako flagrantní porušení Charty OSN a Tunisko podle ní mělo nárok na přiměřené reparace.